# Anton Stres
Anton Stres est un ecclésiastique slovène né le 15 décembre 1942 à Donačka Gora. Il est archevêque de Ljubljana de 2009 à 2013.

## Biographie
Ordonné prêtre pour la Congrégation de la Mission (Lazaristes) le 20 avril 1968, il est nommé évêque titulaire de Poetovium et  évêque auxiliaire de Maribor le 13 mai 2000 par le pape Jean-Paul II. Il est consacré le 24 juin par l'archevêque Franc Kramberger en la cathédrale de Maribor.
Le pape Benoît XVI le nomme premier évêque de Celje le 7 avril 2006. Il conserve ce poste jusqu'à sa nomination comme archevêque coadjuteur de Ljubljana le 31 janvier 2009. Il en devient archevêque en titre le 28 novembre 2009, lors du retrait de son prédécesseur Mgr Alojzij Uran.
Il est également élu président de la Conférence épiscopale slovène.
Ayant joué un rôle important dans la faillite de l'archidiocèse de Maribor, Anton Stres remet sa démission au pape François, qui l'accepte, ainsi que celle de l'archevêque de Maribor, Marjan Turnšek, le 31 juillet 2013.